# 李祖恩烈士纪念碑
李祖恩烈士纪念碑，位于中国广东省韶关市翁源县翁城镇，为翁源县的一个县级文物保护单位，类型为近现代重要史迹及代表性建筑，公布时间为1985年1月15日。
李祖恩烈士纪念碑的历史年代为当代。